# Jimmie Rodgers (Countrymusiker)
James Charles „Jimmie“ Rodgers (* 8. September 1897, wahrscheinlich in Pine Springs nördlich von Meridian, Mississippi; † 26. Mai 1933 in New York) war ein US-amerikanischer Blues- und Old-Time-Musiker. Er wurde neben der Carter Family zum ersten großen Star der Country-Musik. Er war der Begründer des Blue Yodeling, hatte die Beinamen Singing Brakeman und America’s Blue Yodeler und wird heute als The Father of Country Music bezeichnet. Zu seinen bekanntesten Songs gehören T for Texas (Blue Yodel No.1) und In the Jailhouse Now.

## Leben

### Kindheit und Jugend
Jimmie Rodgers wurde 1897 als jüngster von drei Söhnen geboren – wahrscheinlich nahe Meridian, Mississippi. Nach dem frühen Tod seiner Mutter zogen ihn Verwandte in Mississippi und Alabama auf. Schließlich kehrte Rodgers zu seinem Vater Aaron Rodgers (und dessen zweiter Frau) zurück, der als Vorarbeiter bei der Eisenbahngesellschaft Mobile and Ohio Railroad arbeitete. Rodgers, der bereits als Kind mit Singen und Gitarrespielen begonnen hatte, gewann mit zwölf Jahren einen Talentwettbewerb und beschloss, mit der Musik sein Geld zu verdienen.
Sein Vater brachte ihn zunächst bei der Eisenbahn unter. Er arbeitete dort einige Jahre lang in verschiedenen Jobs – unter anderem als Bremser bei der New Orleans and Northeastern Railroad, was ihm den Spitznamen „Singing Brakeman“ einbrachte. Neben seiner Arbeit nutzte er jede Gelegenheit, um zu musizieren und seine Technik und seinen Stil zu verbessern. Die Erfahrungen aus diesen Jahren verarbeitete er immer wieder in seinen Songs. 1924 erkrankte er im Alter von 27 Jahren an Tuberkulose, musste seinen Job bei der Eisenbahn aufgeben und versuchte mühsam, sich mit Musik und gelegentlichen Jobs über Wasser zu halten.

### Karriere
1927 spielte er beim Musikproduzenten Ralph Peer vor, der ländliche Talente suchte, die sich vermarkten ließen. Es wurde eine Single produziert, an der Rodgers 27 US-Dollar verdiente. Seine nächste Aufnahme T for Texas (Blue Yodel No.1) wurde ein Top-Hit, der sich über eine Million Mal verkaufte – ein außerordentlicher Erfolg für die damalige Zeit. 1928 wurden weitere Blue Yodels eingespielt. Einer seiner bekanntesten Titel – In the Jailhouse Now – stammt ebenfalls aus diesem Jahr.
Rodgers wurde schnell zu einem Star. Seine Platten verkauften sich sehr gut, die Konzerte waren meist ausverkauft. Allerdings begann sich sein Gesundheitszustand unter der ständigen Belastung weiter zu verschlechtern. Außerdem gab er das Geld mit vollen Händen aus, kaufte sich eine luxuriöse Villa und die teuersten Autos. So war er gezwungen, ständig weitere Platten zu produzieren und Konzerte zu geben.

### Tod
Die auf den Börsenkrach von 1929 folgende Weltwirtschaftskrise verschärfte seine Lage, denn die Bevölkerung hatte kein Geld mehr für Schallplatten und Konzertkarten. Anfang 1933 geriet Rodgers in ernste finanzielle Schwierigkeiten und war gezwungen, trotz seiner schweren Krankheit jede sich bietende Gelegenheit zum Geldverdienen wahrzunehmen. Nach einem Zusammenbruch entschloss er sich zu einer letzten Aufnahmesession. Im Studio wurde ein Bett aufgestellt und eine Krankenschwester war anwesend. Rodgers spielte die zwölf letzten Stücke seines Lebens ein. Er starb zwei Tage später, am 26. Mai 1933 im Alter von 35 Jahren.

## Werk und Rezeption
Seine Karriere hatte nur sechs Jahre gedauert. Dennoch übte der „Singing Brakeman“ erheblichen Einfluss auf alle Country-Musiker aus, die nach ihm kamen. Praktisch jeder Star der 1940er, 1950er und 1960er Jahre berief sich auf ihn. Die meist selbstgeschriebenen Texte seiner Lieder gingen weit über die gewöhnlichen Hillbilly-Themen hinaus. Er war einer der ersten Country-Interpreten, die persönliche Erfahrungen in ihre Lieder einfließen ließen. Bekanntestes Beispiel ist der TB Blues. Auch stilistisch löste er sich von seinen Vorgängern. Er verwendete Blues-Elemente und entwickelte das US-amerikanische Jodeln zum Blue Yodel weiter.
Seine Kompositionen wurden über die Jahrzehnte oft neu aufgenommen und waren immer wieder Hits. In the Jailhouse Now in der Version von Webb Pierce & the Wilburn Brothers stand 1955 21 Wochen auf Platz eins in den Country-Charts. Dies war ein Rekord, den nur Eddy Arnold und Hank Snow erreichen konnten, und der 58 Jahre lang bis 2013 bestehen blieb. Ebenfalls 1955 kam Rodgers selbst mit einer von Chet Atkins und Hank Snow überarbeiteten Version von In the Jailhouse Now No. 2 in den Country-Charts bis auf Platz sieben. Johnny Cash hatte 1962 einen Top-10-Hit mit In the Jailhouse Now. Sonny James platzierte sich 1977 mit einer Live-Version auf Platz 15.
1960 stand sein Mule Skinner Blues von The Fendermen in den Top 5 der US-Pop-Charts und erreichte sogar die britischen Charts. Die erste Sängerin mit einem Rodgers-Hit war Dolly Parton, die den Mule Skinner Blues 1970 bis auf Platz drei der Country-Charts brachte. Auch andere Größen der Country-Musik wie Tommy Duncan, Lefty Frizzell, Jim Reeves oder Grandpa Jones hatten Top-10-Hits mit Rodgers’ Kompositionen.
1997 gab Bob Dylan ein Tributealbum heraus, auf dem bekannte Musiker Rodgers Songs interpretieren; Dylan selbst steuerte My Blue Eyed Jane und einen Begleittext bei. Auch der Titel von Dylans Album Rough and Rowdy Ways (2020) ist von Jimmie Rodgers entliehen.

## Diskografie

### Singles
| Jahr            | Titel                                                                                      | Anmerkungen                                                                                       |
| --------------- | ------------------------------------------------------------------------------------------ | ------------------------------------------------------------------------------------------------- |
| RCA Victor      |                                                                                            |                                                                                                   |
| 1927            | Sleep Baby Sleep / The Soldier’s Sweetheart                                                |                                                                                                   |
| 1928            | Blue Yodel / Away Out in the Mountain                                                      |                                                                                                   |
| 1928            | Ben Dewberry’s Final Run / In the Jailhouse Now                                            |                                                                                                   |
| 1928            | Blue Yodel No. II (My Lovin’ Gal Lucille) / The Brakeman’s Blues (Yodeling the Blues Away) |                                                                                                   |
| 1928            | Treasures Untold / If Brother Jack Were Here                                               |                                                                                                   |
| 1928            | Blue Yodel No. 3 / Never No Mo’ Blues                                                      |                                                                                                   |
| 1928            | My Little Old Home Down in New Orleans / Dear Old Sunny South by the Sea                   |                                                                                                   |
| 1928            | Memphis Yodel / Lullaby Yodel                                                              |                                                                                                   |
| 1929            | My Old Pal / Daddy and Home                                                                |                                                                                                   |
| 1929            | Waiting for a Trainⓘ                                                                       | siehe Waiting for a Train                                                                         |
| 1929            | I’m Lonely and Blue / The Sailor’s Plea                                                    | B-Seite als „Jimmie Rodgers with the Three Southeners“                                            |
| 1929            | My Little Lady / You and My Old Guitar                                                     |                                                                                                   |
| 1929            | My Carolina Sunshine Girl / Desert Blues                                                   |                                                                                                   |
| 1929            | Blue Yodel No. 5 / I’m Sorry We Met                                                        |                                                                                                   |
| 1929            | Frankie and Johnny / Everybody Does It in Hawaii                                           |                                                                                                   |
| 1930            | Tuck Away My Lonesome Blues / My Rough and Rowdy Ways                                      |                                                                                                   |
| 1930            | Blue Yodel No. 6 / Yodeling Cowboy                                                         |                                                                                                   |
| 1930            | Whisper Your Mother’s Name / A Drunkard’s Child                                            |                                                                                                   |
| 1930            | Train Whistle Blues / Jimmie’s Texas Blues                                                 |                                                                                                   |
| 1930            | Hobo Bill’s Last Ride / That’s Why I’m Blue                                                |                                                                                                   |
| 1930            | Any Old Time / Anniversary Blue Yodel No. 7                                                |                                                                                                   |
| 1930            | High Powered Mama / In the Jail-House Now—No. 2                                            |                                                                                                   |
| 1930            | Those Gambler’s Blues / Pistol Packin’ Papa                                                |                                                                                                   |
| 1931            | Blue Yodel No. 8 (Mule Skinner Blues) / Jimmie’s Mean Mama Blues                           | Mule Skinner Blues später gecovert von Bill Monroe; u. a. Hit für The Fendermen und Dolly Parton  |
| 1931            | Nobody Knows But Me / The Mystery of Number Five                                           |                                                                                                   |
| 1931            | T. B. Blues / Mississippi River Blues                                                      |                                                                                                   |
| 1931            | Jimmie the Kid (Parts of the Life of Rodgers) / My Blue Eyed Jane                          |                                                                                                   |
| 1931            | Travellin’ Blues / I’m Lonesome Too                                                        |                                                                                                   |
| 1931            | Blue Yodel No. 9 (Standin’ on the Corner) / Looking for a New Mama                         | (Blue Yodel No. 9 mit Louis Armstrong)                                                            |
| 1931            | Jimmie Rodgers Visits the Carter Family / Moonlight and Skies                              | mit der Carter Family                                                                             |
| 1931            | What’s It? / Why Should I Be Lonely?                                                       |                                                                                                   |
| 1931            | Let Me Be Your Side Track / Rodgers’ Puzzle Record (This record contains 3 songs)          |                                                                                                   |
| 1932            | Gambling Polka Dot Blues / When The Cactus Is in Bloom                                     |                                                                                                   |
| 1932            | Roll Along Kentucky Moon / For the Sake of Days Gone By                                    |                                                                                                   |
| 1932            | My Time Ain’t Long / Ninety-Nine Year Blues                                                |                                                                                                   |
| 1932            | Home Call / She Was Happy Till She Met You                                                 |                                                                                                   |
| 1932            | Blue Yodel No. 10 (Ground Hog Rootin’ in My Backyard) / Mississippi Moon                   |                                                                                                   |
| 1932            | Down the Old Road to Home / Hobo’s Meditation                                              |                                                                                                   |
| 1932            | Rock All Our Babies to Sleep / Mother, the Queen of My Heart                               | Rock All Our Babies to Sleep im Original von Riley Puckett                                        |
| 1932            | In the Hills of Tennessee / Miss the Mississippi and You                                   |                                                                                                   |
| 1933            | Whippin’ That Old T. B. / No Hard Times                                                    |                                                                                                   |
| 1933            | Gambling Bar Room Blues / Long Tall Mama Blues                                             | Gambling Bar Room Blues gecovert von der Sensational Alex Harvey Band (The Penthouse Tapes, 1976) |
| 1933            | Peach Picking Time Down in Georgia / Prairie Lullaby                                       |                                                                                                   |
| 1933            | The Land of My Boyhood Dreams / Southern Cannon-Ball                                       |                                                                                                   |
| 1933            | Mississippi Delta Blues / Old Pal of My Heart                                              |                                                                                                   |
| 1933            | I’m Free (From the Chain Gang Now) / The Yodeling Ranger                                   |                                                                                                   |
| 1933            | Cowhand’s Last Ride / Blue Yodel No. 12                                                    | Limited Edition Picture Disc                                                                      |
| Bluebird        |                                                                                            |                                                                                                   |
| 1933            | Gambling Barroom Blues / Looking for a New Mama                                            | bei Bluebird Records veröffentlicht                                                               |
| 1933            | Sweet Mama Hurry Home / Barefoot Blues (Blue Yodel No. 12)                                 |                                                                                                   |
| 1933            | Mother, the Queen of My Heart / Peach Picking Time Down in Georgia                         | Wiederveröffentlichung                                                                            |
| 1933            | Old Pal of My Heart / Mississippi Moon                                                     | Wiederveröffentlichung                                                                            |
| 1933            | Old Love Letters / Somewhere Down below the Mason Dixon Line                               |                                                                                                   |
| 1933            | Jimmie Rodgers’ Last Blue Yodel / Years Ago                                                |                                                                                                   |
| 1935            | Why Did You Give Me Your Love / I’ve Ranged, I’ve Roamed, I’ve Traveled                    |                                                                                                   |
| 1935            | My Good Gal’s Gone Blues / Blue Yodel No. 11                                               |                                                                                                   |
| 1937            | The Carter Family and Jimmie Rodgers in Texas / Where Is My Sailor Boy?                    | A-Seite mit der Carter Family; B-Seite von den Monroe Brothers                                    |
| 1937            | I’ve Only Loved Three Women / That Wonderful City                                          | B-Seite mit der Carter Family                                                                     |
| Montgomery Ward |                                                                                            |                                                                                                   |
| 1937            | Yodeling My Baby Back Home / Dreaming with Tears in My Eyes                                |                                                                                                   |
| 1937            | One Rose / Yodeling My Baby Back Home                                                      |                                                                                                   |
| 1938            | Take Me Back Again / Dreaming with Tears in My Eyes                                        | A-Seite mit Lani McIntire’s Hawaiians                                                             |

### Alben
- 1952: Memorial Album No. 1
- 1952: Memorial Album No. 2
- 1952: Memorial Album No. 3
- 1952: Travelin’ Blues
- 1956: Never No Mo’ Blues
- 1958: Train Whistle Blues
- 1960: My Rough and Rowdy Ways
- 1960: Jimmie the Kid
- 1962: Country Music Hall of Fame
- 1963: Short But Brilliant Life
- 1964: My Time Ain’t Long
- 1965: The Best of the Legendary
- 1973: This Is Jimmie Rodgers
- 1975: All About Trains (mit Hank Snow)
- 1978: A Legend Performer
- 1992: The Singing Brakeman (6-CD-Werkausgabe der Bear Family Records)

## Ehrungen
- Aufnahme in die Country Music Hall of Fame (1961)
- Aufnahme in die Songwriters Hall of Fame (1970)
- Aufnahme in die Nashville Songwriters Hall of Fame (1970)
- Aufnahme von drei Titeln in die Grammy Hall of Fame: Blue Yodel (T for Texas) (1985), Blue Yodel #9 (Standing on the Corner) und In the Jailhouse Now (beide 2007)
- Aufnahme in die Rock and Roll Hall of Fame (1986)
- Aufnahme in die Alabama Hall of Fame (1993)
- Aufnahme in die Rockabilly Hall of Fame (1998)
- Aufnahme in die Blues Hall of Fame (2013)
- Aufnahme in die Mississippi Musicians Hall of Fame